# Sidney Blumenthal
Pour les articles homonymes, voir Blumenthal.
Sidney Blumenthal (né en 1948 à Chicago) est un ancien assistant et conseiller spécial du président Bill Clinton. 
Il est l’auteur de The Clinton Wars. Il a été éditorialiste du New Yorker, du Washington Post et de New Republic. 
Il est désormais éditorialiste au Guardian sur les questions de politique américaine et le correspondant à Washington de Salon.Com.